# Carl Heimbs
Carl Ernst Adolf Heimbs (* 4. Juni 1878 in Leese; † 9. März 1972 in Braunschweig) war ein deutscher Kaufmann und Politiker der Deutschen Volkspartei (DVP). Im Zuge der Vorgänge um die Einbürgerung Adolf Hitlers setzte sich Heimbs zusammen mit seinem Parteikollegen Heinrich Wessel dafür ein, Adolf Hitler die deutsche Staatsangehörigkeit durch Einbürgerung im Freistaat Braunschweig zu verschaffen. So wurde Hitler am 25. Februar 1932 Deutscher.

## Kaufmann

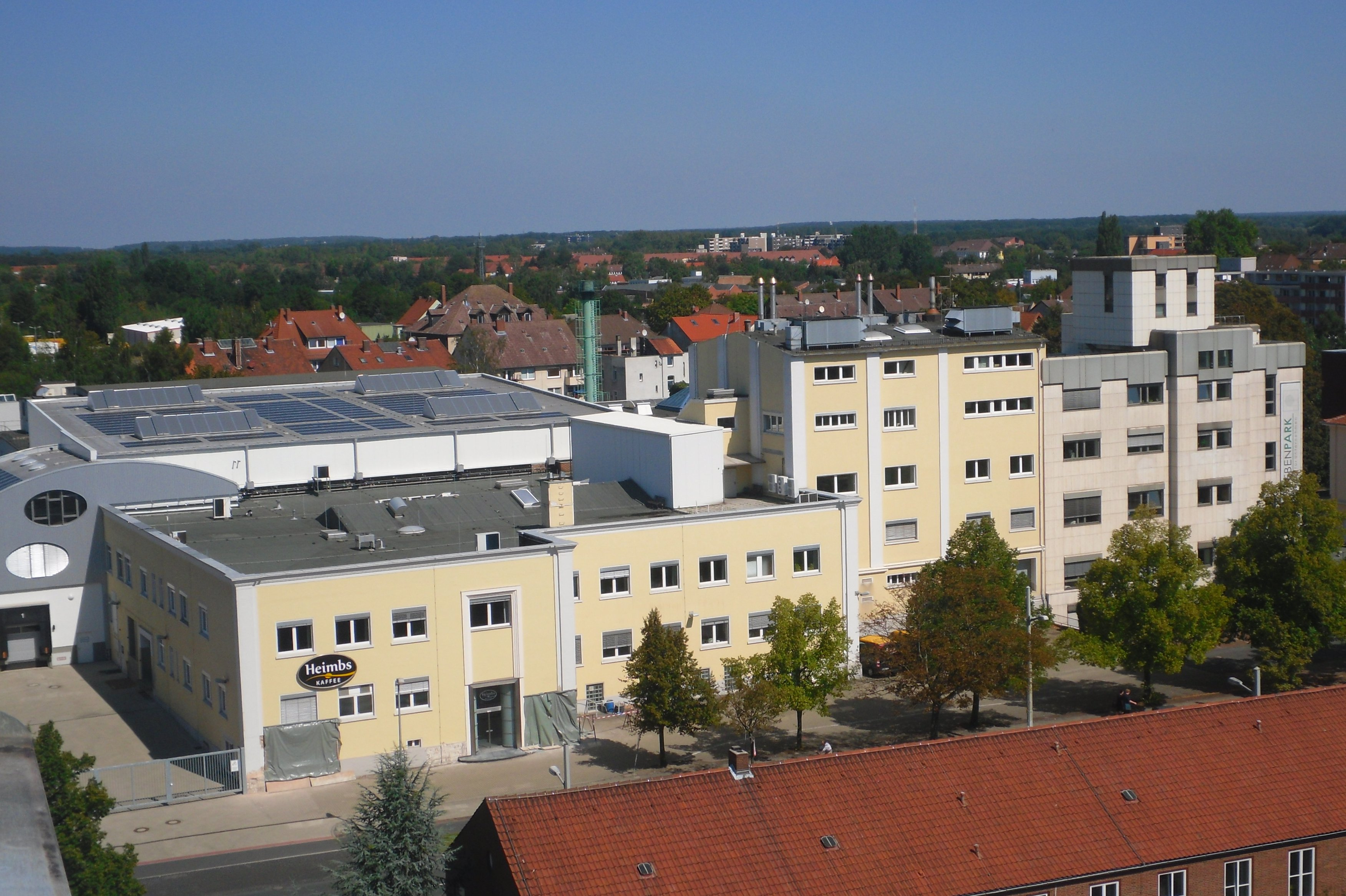
Die Firma Heimbs am Rebenring in Braunschweig

Nach einer Ausbildung zum Lebensmittelgroßhändler ging Heimbs nach Braunschweig, wo er am 8. Dezember 1920 Teilhaber der am 10. Januar 1880 von Ferdinand Eichhorn gegründeten Kaffeerösterei wurde, die er nach und nach zu einem deutschlandweit agierenden und bekannten Unternehmen ausbaute. 1933 wurde der Produktname „Heimbs-Kaffee“ eingeführt, der noch heute existiert. Nach dem Tode Eichhorns ging die Firma 1934 in das Eigentum der Familie Heimbs über und wurde von Carl Heimbs geleitet. Sie ist heute die größte und älteste Kaffeerösterei Niedersachsens und befindet sich im Eigentum der Firma Dallmayr.
Während des schweren Bombenangriffes vom 15. Oktober 1944 wurden die Geschäftsräume auf dem Steinweg vollständig zerstört. 1950 wurde die Firma auf dem Rebenring, wo sie noch heute ihren Sitz hat, wieder aufgebaut.

## Politiker
Während der Zeit der Weimarer Republik war Heimbs Mitglied der Deutschen Volkspartei (DVP), die als Bestandteil der bürgerlichen Koalitionsparteien im Freistaat Braunschweig maßgeblich an Bestrebungen zur Einbürgerung Adolf Hitlers im Jahre 1932 beteiligt war. Zusammen mit Dietrich Klagges (NSDAP), Innenminister des Freistaates, sowie Werner Küchenthal (Deutschnationale Volkspartei [DNVP]) und anderen wurde alles versucht, Hitler, nach bereits mehreren fehlgeschlagenen Versuchen, die für die Reichspräsidentenwahl 1932 notwendige deutsche Staatsangehörigkeit zu verschaffen.
Zu diesem Zwecke wurden über einen längeren Zeitraum hinweg zwischen NSDAP, DVP, DNVP und der Braunschweigischen Einheitsliste (BEL) intensive Sondierungsgespräche geführt. An diesen beteiligt waren: Dietrich Klagges, Ernst Zörner (NSDAP-Mitglied und Präsident des Braunschweigischen Landtages), Gerhard Marquordt (ehemaliger braunschweigischer Ministerpräsident), Albert Brandes, Carl Heimbs (als Mitglied des DVP-Vorstands) sowie Heinrich Wessel (DVP, Vizepräsident des Braunschweigischen Landtages).

Steinweg 22: Das „Café Lück“, in dem sich Heimbs, Zörner, Frank und wohl auch Friedrich Alpers am 17. Februar 1932 trafen.

Obwohl der DVP-Vorstand einer Einbürgerung insgesamt positiv gegenüberstand, wollte er dennoch ein Mindestmaß an Rechtmäßigkeit gewahrt wissen, was das Unterfangen für die Nationalsozialisten umständlich und langwierig machte. Am 17. Februar 1932 kam es um 22:00 Uhr im „Café Lück“ in Braunschweig zu einem Treffen zwischen Heimbs, Zörner, Frank und wohl auch Friedrich Alpers, um Hitlers Einbürgerung abzusprechen. Das scheinbar zögerliche Verhalten der DVP verärgerte Joseph Goebbels jedoch derart, dass er am 23. Februar 1932 in seinem Tagebuch notierte: „Selbst hier macht die Deutschnationale Volkspartei in Braunschweig Schwierigkeiten.“ Daraufhin reiste NSDAP-Jurist Hans Frank aus Berlin an, um eine Lösung im Sinne der Partei zu erreichen. Diese bestand darin, dass Hitler eine Stelle in der braunschweigischen Gesandtschaft beim Reichsrat in Berlin verschafft werden sollte. Was denn auch mit Zustimmung der DVP geschah.

## Nachkriegszeit
Heimbs war bereits früh im braunschweigischen Wirtschaftsleben und in der örtlichen Kaufmannschaft aktiv. So war er beispielsweise Mitglied der „Union“, eines Vereins Braunschweiger Kaufleute, der 1818 gegründet wurde und dem Heimbs fast 30 Jahre angehörte oder vorsaß und dessen Ehrenpräsident er zuletzt war.

## Ehrungen
Die Stadt Braunschweig verlieh Heimbs an dessen 80. Geburtstag, am 4. Juni 1958, die Goldene Plakette der Stadt. Dieser Ehrung folgte bereits wenige Tage später, am 23. Juni 1958, die Verleihung des Großen Verdienstordens der Bundesrepublik Deutschland durch den damaligen niedersächsischen Ministerpräsidenten Heinrich Hellwege. Am 30. November 1964 wurde Carl Heimbs schließlich Ehrenbürger der Stadt Braunschweig.

## Kritische Neubewertung der Lebensleistung
Im Rahmen der Debatte um eine Würdigung des politischen Lebenswerkes der Braunschweiger Politikerin Minna Faßhauer stellte die SPD-Fraktion im Braunschweiger Stadtrat im August 2013 den Antrag, in diesem Zusammenhang gleichfalls die Lebensläufe anderer Braunschweiger Politiker aus der Zeit der Novemberrevolution in Braunschweig, der Weimarer Republik bis hin zur Zeit des Nationalsozialismus in der Stadt einer kritischen Neubewertung zu unterziehen. Dieser Vorschlag wurde von der CDU-Ratsfraktion unterstützt. Die Personen, deren Lebensleistung demnach neu bewertet werden soll, sind unter anderen: Otto Grotewohl (erster Ministerpräsident der DDR), Carl Heimbs (DVP, mit verantwortlich für die Einbürgerung Adolf Hitlers), Werner Küchenthal, August Merges (USPD, erster Präsident der Sozialistischen Republik Braunschweig), Josef Oerter (Anarchist, USPD, Ministerpräsident des Landes Braunschweig, später NSDAP) und Ernst August Roloff (DNVP, Gründer der BEL).